# Bomolocha ducalis
Bomolocha ducalis är en fjärilsart som beskrevs av William Schaus 1912. Bomolocha ducalis ingår i släktet Bomolocha och familjen nattflyn. Inga underarter finns listade i Catalogue of Life.